# 広島県バス協会
公益社団法人広島県バス協会（こうえきしゃだんほうじんひろしまけんばすきょうかい、英: Hiroshima Bus Association）は、1976年に、広島県のバス事業者（一般乗合・一般貸切）の強化を図り利用者に対するサービスの向上と公共の福祉に寄与することを目的として設立された公益社団法人。事務局は、広島県広島市東区上大須賀町にある。

## 沿革
- 1955年4月1日 - 設立[1]
- 1976年7月15日 - 社団法人に改組、以前の広島県バス協会の会員及び一切の資産を継承した[2]。

## 概要
定款の第3条にて「本会は、一般乗合旅客自動車運送事業及び一般貸切旅客自動車運送事業、特定旅客自動車運送事業の強化を図るとともに利用者に対するサービスの改善を促進することによってこれら事業の発展を図りもつて公共の福祉の増進に寄与することを目的とする。」と規定されており、広島県内の道路運送法に定める一般乗合事業者、一般貸切事業者を普通会員とし、趣旨に賛成し理事会の承認を得た者が賛助会員として参加することが出来る。
2016年3月31日現在、会員数108社である。

## 主な事業活動
- 技術向上、事故防止、サービス向上に係る活動。
- 交通バリアフリーに関わる対応。
- バス事業振興への対応。
- 「中国バス協会」の業務。
- 関係機関に対する要請活動[3]。
- ICカード乗車券PASPYの普及拡大 - 下部組織のPASPY運営協議会があたる。「PASPY」は広島県バス協会の登録商標である。
- 「ひろしまバスまつり」の運営 - 毎年9月20日のバスの日の前後の祝祭日に開催される。バスまつり実行委員会が運営。

など